# Johannes Oecolampadius
Johannes Oecolampadius, född 1482 i Weinsberg, död 24 november 1531 i Basel, var en tysk kyrkoreformator som verkade under 1500-talet.

## Biografi
Under en vistelse i Stuttgart lärde han känna Johannes Reuchlin. År 1516 verkade han i Basel, där han hjälpte Erasmus med utgivningen av Nya Testamentet på grekiska. År 1520 blev han novis i birgittinklostret Altmünster. 
Han kom i kontakt med Martin Luthers skrifter och återvände 1522 till Basel, där han engagerade sig i den påbörjade reformationen. År 1529 blev han kyrkoherde i domkyrkan, där han bland annat tog fram den lokala kyrkoordningen. 
Då Luther hamnade i dispyt med Huldrych Zwingli i frågan om nattvardsläran tog Oecolampadius parti för Zwingli. År 1525 skrev han De genuina verborum Domini: hoc est corpus meum, interpretatione som blev mycket viktig för den så kallade tropisk-symboliska uppfattningen av nattvardens instiftelseord. År 1529 diskuterade Oecolampadius med Luther vid religionssamtalet i Marburg.